# Episodi di Shin Chan (2012)
Questi sono gli episodi della serie anime Shin Chan mandati originariamente in onda nel 2012. In Italia sono del tutto inediti. 
Ogni episodio è diviso in mini-episodi della durata di circa 10 minuti l'uno.

## Episodi
| Nº          | Giapponese 「Kanji」 - Rōmaji | In onda           | In onda |
| Nº          | Giapponese 「Kanji」 - Rōmaji | Giapponese        |         |
| 756         | 「今年こそは!だゾ」 - Kotoshikoso wa! Da zo「父ちゃんのお土産大作戦だゾ」 - Tō-chan no odosan dai sakusen da zo「ツケつもり貯金だゾ」 - Tsuke tsumori chokin da zo                      | 6 gennaio 2012    |         |
| 757         | 「野原家脱出大作戦だゾ」 - Nohara-ka dasshutsu dai sakusen da zo「マサオくんに花を...だゾ」 - Masao-kun ni hana o... da zo「ひまのヤツだゾ」 - Hima no Yatsu da zo                      | 13 gennaio 2012   |         |
| 758         | 「おひとりさまだゾ」 - O Hitori-sama da zo | 20 gennaio 2012   |         |
| 759         | 「カイロであったカイロだゾ」 - Kairodeatta Kairo da zo「父ちゃんの日曜日だゾ」 - Tō-chan no nichiyōbi da zo                                                                             | 27 gennaio 2012   |         |
| 760         | 「金魚とボーちゃんだゾ」 - Kingyo to Bō-chan da zo「ボンがピンチだゾ」 - Bon ga pinchi da zo                                                                                            | 3 febbraio 2012   |         |
| 761         | 「まつざか先生のお買い物だゾ」 - Matsuzaka-sensei no o kaimono da zo「ボーちゃんといっしょだゾ」 - Bō-chan to issho da zo                                                               | 10 febbraio 2012  |         |
| 762         | 「ごはんをたくゾ」 - Gohan o taku zo「映画20周年記念大喜利」 - Eiga 20 shūnenkinen ōgiri                                                                                                | 17 febbraio 2012  |         |
| 763         | 「母ちゃんが捻挫したゾ」 - Kā-chan ga nenza shita zo「ひまわりはベビーシッター?だゾ」 - Himawari wa babysitter (bebīshittā)? Da zo                                                      | 24 febbraio 2012  |         |
| 764         | 「シロ王子だゾ」 - Shiro Ōji da zo「宇宙家族ノハラだゾ (前編)」 - Uchū kazoku no Hara da zo (zenpen)                                                                                    | 9 marzo 2012      |         |
| Speciale 68 | 「やっぱりきょうだいだゾ」 - Yappari kyō dai da zo「宇宙家族ノハラだゾ (後編)」 - Uchū kazoku no Hara da zo (kōhen)                                                                     | 16 marzo 2012     |         |
| 765         | 「缶ケリウォーズだゾ」 - Kan keriu - ōzu da zo「ネネちゃんちでお泊まり会だゾ」 - Nene-chan chide o tomari-kai da zo                                                                     | 23 marzo 2012     |         |
| 766         | 「お花見で迷子だゾ」 - O hanami de maigo da zo | 30 marzo 2012     |         |
| Speciale 69 | 「クレヨンしんちゃん 嵐を呼ぶ黄金のスパイ大作戦」 - Kureyon Shinchan - Arashi o yobu - Ōgon no supai daisakusen                                                                         | 13 aprile 2012    |         |
| 767         | 「二千円で福引きだゾ」 - Ni sen-en de fukubiki da zo「シャッターチャンスを狙うゾ」 - Shutter Chance (Shattā Chansu) o nerau zo                                                          | 27 aprile 2012    |         |
| 768         | 「母ちゃんはBNPだゾ」 - Kā-chan wa BNP da zo | 4 maggio 2012     |         |
| 769         | 「金メダルへの道だゾ」 - Kinmedaru e no michi da zo「パパとこどものお料理教室だゾ」 - Papa to kodomo no o ryōri kyōshitsu da zo                                                         | 11 maggio 2012    |         |
| 770         | 「イクじい対決だゾ」 - Iku jī taiketsu da zo「どっちが先に帰るかだゾ」 - Dotchi ga saki ni kaeru ka da zo「金環日食だゾ」 - Kinkan nisshoku da zo                                       | 18 maggio 2012    |         |
| 771         | 「覆面父ちゃんだゾ」 - Fukumen tō-chan da zo「オラ、ひとりで寝るゾ」 - Ora, hitori de neru zo                                                                                           | 25 maggio 2012    |         |
| 772         | 「シロを探すゾ」 - Shiro o sagasu zo「ポスターを守るゾ」 - Poster (Posutā) o mamoru zo                                                                                                  | 1º giugno 2012    |         |
| 773         | 「アクション仮面を裏切らないゾ」 - (Action) Akushon kamen o uragiranai zo「気になってる風間くんだゾ」 - Ki ni natsu teru Kazama-kun da zo「ジメジメはいやだゾ」 - Jimejime wa iya da zo | 15 giugno 2012    |         |
| 774         | 「シロを特訓だゾ」 - Shiro o tokkun da zo「恋する水族館だゾ」 - Koisuru suizokukan da zo「くやしくないゾ」 - Kuyashikunai zo                                                            | 22 giugno 2012    |         |
| 775         | 「引っ越し先を探すゾ」 - Hikkoshi-saki o sagasu zo「夏を先取りするゾ」 - Natsu o sakidori suru zo「スイカ好きだゾ」 - Suika-suki da zo                                                  | 29 giugno 2012    |         |
| 776         | 「アクション仮面を忘れないゾ」 - (Action) Akushon kamen o wasurenai zo「女子力をあげるゾ」 - Joshidjikara o ageru zo「キオクをとりもどすゾ」 - Kioku o torimodosu zo                    | 6 luglio 2012     |         |
| 777         | 「海の家でアルバイトだゾ」 - Uminoya de Albite (Arubaito) da zo「早起きしちゃったゾ」 - Hayaoki shi chatta zo「海はいいだゾ」 - Umi wa ī da zo                                          | 13 luglio 2012    |         |
| 778         | 「カユ～イおジャマ虫だゾ」 - Kayu - i o jama mushi da zo「防衛隊の手帖だゾ」 - Bōei-tai no techō da zo「オラと父ちゃんの恐竜教室だゾ」 - Ora to tō-chan no kyōryū kyōshitsu da zo       | 27 luglio 2012    |         |
| 779         | 「流しサラリーマンそうめんだゾ」 - Nagashi sararīman-sō men da zo「水もしたたるシロだゾ」 - Mizu mo shitataru Shiro da zo                                                               | 10 agosto 2012    |         |
| 780         | 「エビまつりだゾ」 - Ebi matsuri da zo「あいちゃんのおつかいだゾ」 - Ai-chan no o tsukai da zo                                                                                          | 17 agosto 2012    |         |
| 781         | 「スキマにはまったゾ」 - Sukima ni hamatta zo「夏の帰り道だゾ」 - Natsu no kaerimichi da zo                                                                                             | 24 agosto 2012    |         |
| 782         | 「夫婦の危機を相談されるゾ」 - Fūfu no kiki o sōdan sa reru zo「まさかの時に備えるゾ」 - Masakano toki ni sonaeru zo                                                                    | 31 agosto 2012    |         |
| 783         | 「今夜はいろいろややこしいゾ」 - Kon'ya wa iroiro yayakoshī zo | 14 settembre 2012 |         |
| 784         | 「狼男カスカベだゾ」 - Ōkami otoko Kasukabe da zo「カーテンを洗っちゃうゾ」 - Kāten o aratsu chau zo                                                                                    | 19 ottobre 2012   |         |
| 785         | 「泥んこあそびは気持ちいいゾ」 - Doronko asobi wa kimochīi zo「母ちゃんのお昼寝は内緒だゾ」 - Kā-chan no o hirune wa naisho da zo                                                       | 26 ottobre 2012   |         |
| 786         | 「トンボの野原ひろしだゾ」 - Tonbo no Nohara Hiroshi da zo「シールを取り返すゾ」 - Shīru o torikaesu zo                                                                                 | 9 novembre 2012   |         |
| 787         | 「着物で幼稚園に来ちゃったゾ」 - Kimono de yōchien ni kichatta zo「引き出物選びはモメモメだゾ」 - Hikidemono erabi wa momemome da zo                                                    | 16 novembre 2012  |         |
| 788         | 「本を売りたいゾ」 - Hon o uritai zo「おもちゃ箱はキツキツだゾ」 - Omocha-bako wa kitsukitsu da zo                                                                                      | 23 novembre 2012  |         |
| 789         | 「モテキじゃなくイレキだゾ」 - Moteki janaku ireki da zo「父ちゃんとブンツーだゾ」 - Tō-chan to buntsū da zo                                                                            | 30 novembre 2012  |         |
| 790         | 「ひまわりと耳おれクマだゾ」 - Himawari to mimi ore kuma da zo「カスコンだゾ」 - Kasukon da zo                                                                                          | 7 dicembre 2012   |         |